# NYSE Euronext
NYSE Euronext — группа компаний, образованная в результате слияния крупнейшей в мире Нью-Йоркской фондовой биржи (NYSE) и Европейской биржи Euronext. Управляла фондовыми биржами Нью-Йорка, Парижа, Амстердама, Брюсселя и Лиссабона, а также Лондонской международной биржей финансовых фьючерсов и опционов (LIFFE).
Компания была приобретена биржей Intercontinental Exchange в ноябре 2013 года за $8,2 млрд (договоренность о сделке была достигнута годом ранее) и прекратила существование в качестве юридического лица, её дочерние компании функционируют в соответствии с решениями новых собственников.
NYSE Euronext являлась не только главной биржей США, но и одной из самых влиятельных и старых бирж в мире. Она представляла собой символ финансового могущества и по праву занимает первую позицию среди двадцати крупнейших фондовых бирж мира по объёму капитализации. Объём капитализации компаний торгуемых на бирже достигал отметки $28,5 трлн.
Биржа NYSE основана в 1792 году 24 брокерами Нью-Йорка. Во второй половине XX века биржа превратилась в некоммерческую корпорацию. В настоящее время количество её членов составляет 1366 и не меняется с 1950-х годов. Членство может продаваться, а его стоимость достигает $3 млн.
Что касается Европейской фондовой биржи Euronext, то она была образована в итоге слияния Парижской, Амстердамской и Брюссельской фондовых бирж в 2000 году. Целью этого объединения являлось намерение получить преимущество на европейском финансовом рынке. После своего образования последовал ряд слияний Euronext с другими крупными биржами Европы — Лондонской и Португальской фондовыми биржами.
Несмотря на свою небольшую историю, фондовая биржа Euronext ещё до слияния с NYSE являлась одной из самых крупных бирж мира, а её капитализация составляла $2,9 трлн.
Биржи выступали под общим именем NYSE Euronext и имели в управлении фондовые биржи Нью-Йорка, Амстердама, Лиссабона, Парижа, Брюсселя, а также Лондонскую международную биржу финансовых фьючерсов и опционов. В числе дочерних компаний биржи NYSE Euronext были NYSE Arca и Euronext LIFFE.